# ダメージコントロール
ダメージコントロール（英語: damage control）とは、物理的な攻撃・衝撃を受けた際に、そのダメージや被害を必要最小限に留める「事後処置」を指す。通称「ダメコン」などと呼ばれる。自動車分野、医療分野、格闘技などのスポーツ、軍事分野などで使われる。

## 軍事

### 概要

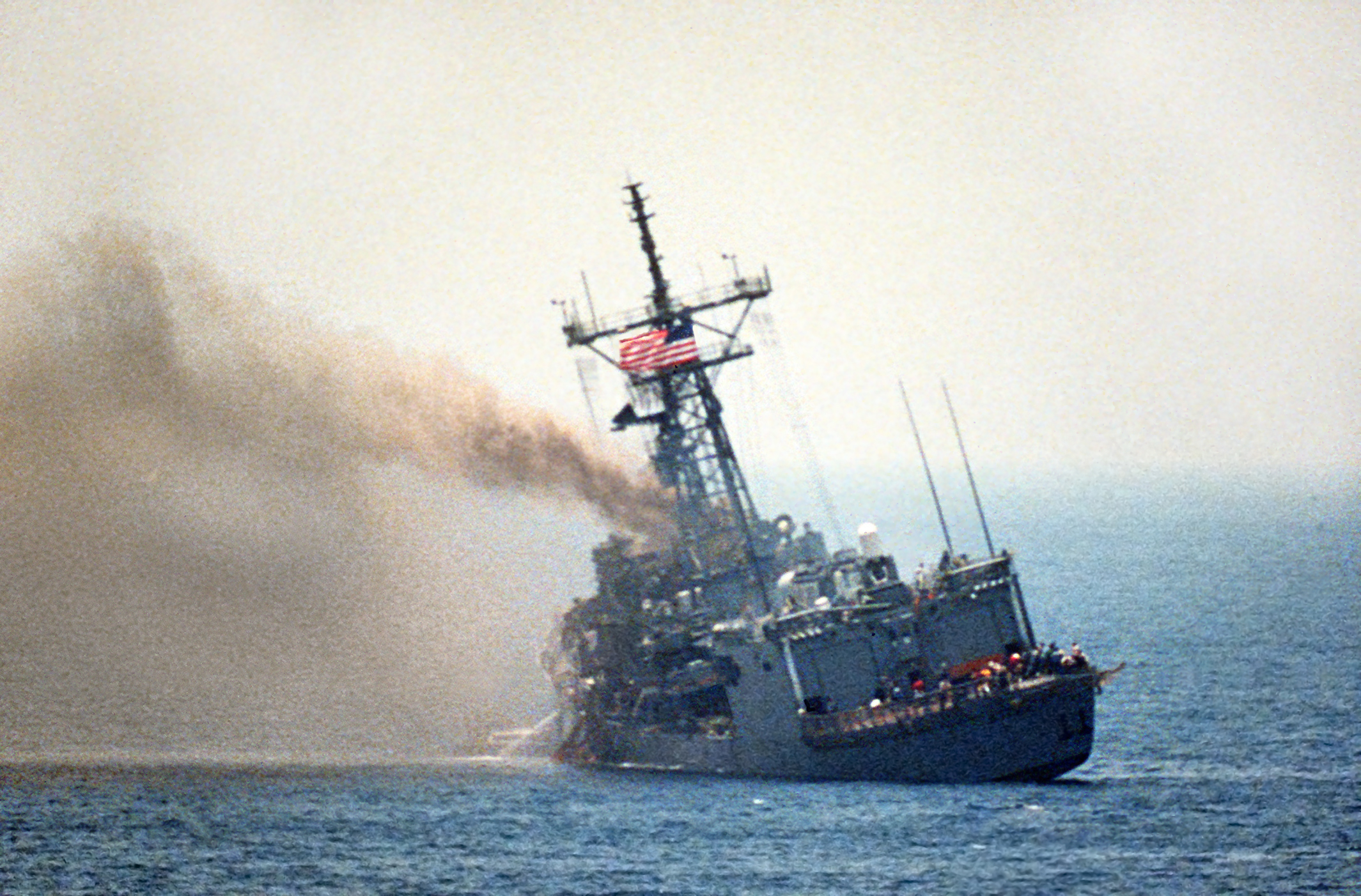
2発のエグゾセを被弾し、煙を上げながら傾斜する「スターク」。
艦橋・CICなど枢要区画を焼損し、ミサイル弾庫にも火が迫ったが、適切な応急対処により鎮火に成功した。

軍事分野におけるダメージコントロール（英語: Damage control）は、特に火災・衝突・座礁あるいは爆発等が発生した艦船において、水密・気密を保ち、予備浮力と復原力を維持し、可燃物を除去・火災を鎮火させ、ガス煙を排除、非常用の各装置を準備、被害の拡大を食い止め、負傷者を処置し、さらに故障を復旧・所要の動力等を供給することである。
一般的に装甲を強化するといった被害自体を受けないようにする行為は「ダメージコントロール」の分野には含まれず、あくまで被害を受けた場合にその被害局限の対策を指す。

### 防火
艦艇の火災は、応急対策上、下記の3種類に分けられる。
- A火災 - 一般火災
- B火災 - 油火災
- C火災 - 電気火災

これらのうち、一般火災に対しては通常の海水による消火対応が可能であるが、油・電気火災に対しては原則的に海水の使用が不可である（万能ノズルを使えば油火災には対応可能）ため、化学消火装置による対応が必要となる。

#### 海水消火管装置
海水消火管装置（Fire main system）は、消火液として海水を使用する装置である。海水は、船底の海水吸入箱（sea chest）から吸い上げられて消火海水管に通水されたのち、上方の消火主管に導かれる。これらの循環は、機械室などに分散配置されている消火海水ポンプを動力としている。海上自衛隊の護衛艦の場合、通例、消火主管は第2甲板（応急甲板）上に配置されており、艦が被害を受けた場合の防御を考慮して、なるべく舷側を避けて船体中心に寄せて配管される。また損傷時に機能の損失を最低限に抑えるため、大型護衛艦の場合は艦の中央部前後で消火主管を左右に分けるリングメイン方式を採用しており、前後2区分以上と左右舷2区分以上で、計4区分以上に分割される。このほか、片舷分は導設する甲板を変える場合もある。
消火主管からは、各水防区画内で枝管を導設し、消火栓が設けられている。消火栓同士の距離は15メートル長のホース2本で接続できる範囲内とされているが、これは、仮に損傷によって艦内1区画内で消火主管が使用不能になった場合、当該区画の消火栓を、他区画の消火主管に属する消火栓とホースによって接続し、仕切弁を閉鎖することで、損傷箇所を迂回して海水を導くことで、海水の循環を極力維持するための措置である。また入渠中は消火海水ポンプが停止されることから、1甲板上の消火栓と陸上の消火栓をホースで接続することで艦内火災に備えている。
この消火栓には、消火管内の海藻類による出力低下を防ぐため、濾し器（strainer）が設けられている。ここに消火ホースを接続して、ホース先端のノズルから放水を行うことができる。ノズルとしては万能ノズルが広く用いられているが、これはハンドルの位置によって、通常の直射放水のほかに水霧としての噴霧放水も実施でき、これによって油火災への対応を可能としている。また火災箇所から離れた場所から放水できるよう、ノズル先端にアプリケータを取り付けることもできる。アプリケータは先端が60度または90度に曲がっており、全長は4フィート（1.2 m）、10フィート（3.0 m）、14フィート（4.3 m）の3種類がある。
通常、消火栓の近くにホース掛（またはホース籠）が設けられ、15メートル長のホース2本を連結して収容している。片方のホースは平時から消火栓に接続されている。近くの隔壁にはアプリケータもかけられていることが多い。また数カ所には可搬式の消火ポンプが設置されているが、これは艦内の消火海水ポンプが機能低下/喪失した場合のバックアップとして用いられるほか、内火艇に搭載して他の火災などにも用いることができる。可搬式消火ポンプを用いて艦外から海水を取水する場合に備えて、アプリケータとともに消火用蛇管も隔壁に備えられているが、海水中の異物を吸入しないよう、こちらも濾し器を備えている。
また海水消火管装置から分岐して、弾庫散水管装置も設けられる。これは艦の弾火薬格納区画に散水ノズルを設置して、爆発や誘爆を防ぐため散水を行うものである。また甲板上には、汚染物除去のための甲板散水管装置や赤外線遮蔽のための赤外線対策散水管装置も設けられているが、これも海水消火管装置からの配管を受けている。海水消火管装置からの海水は、他にも乗員の汚染除去や、さらには主錨・錨鎖の洗浄など様々に用いられる。

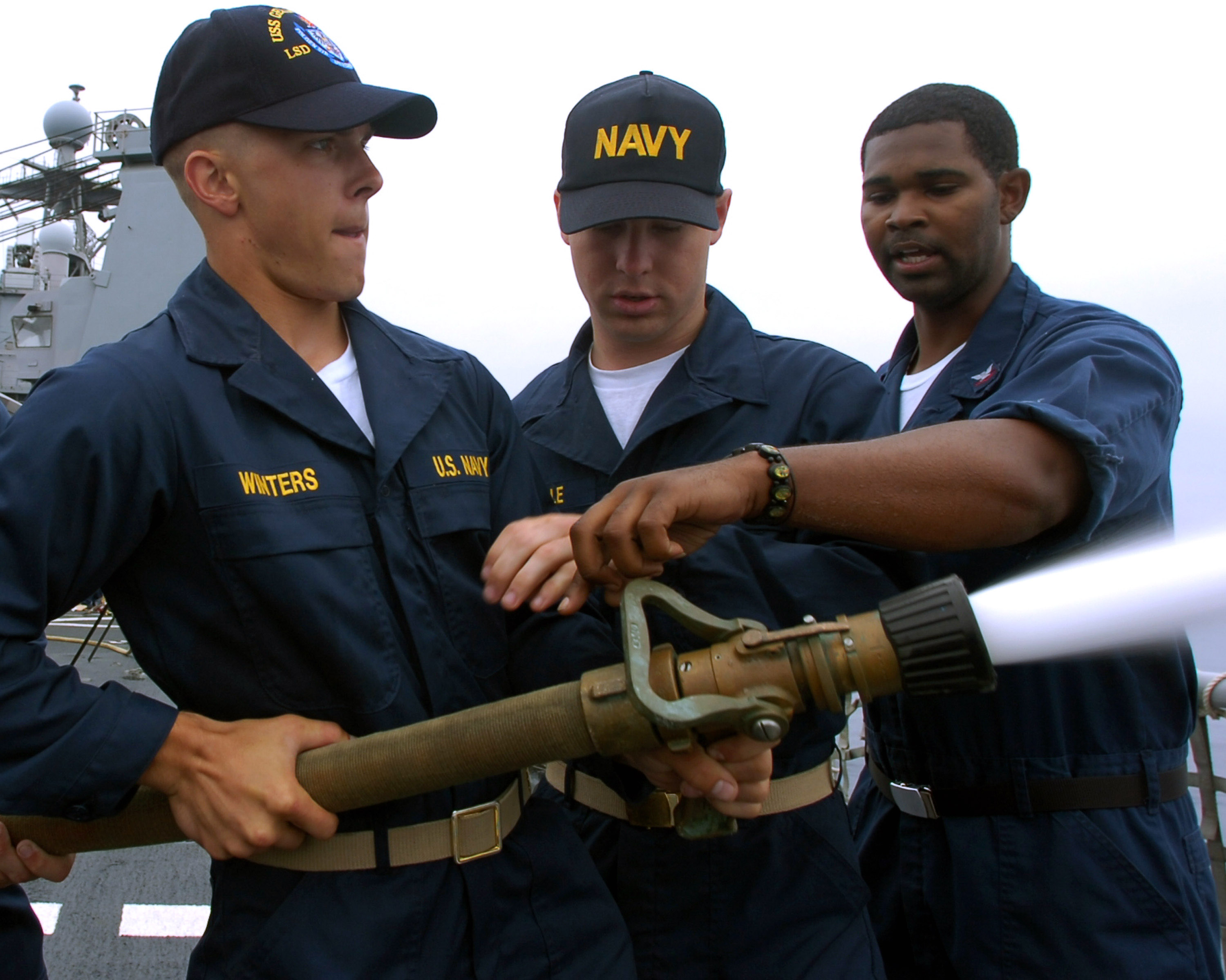
直射モードの万能ノズル。ハンドルは手前に倒されている。
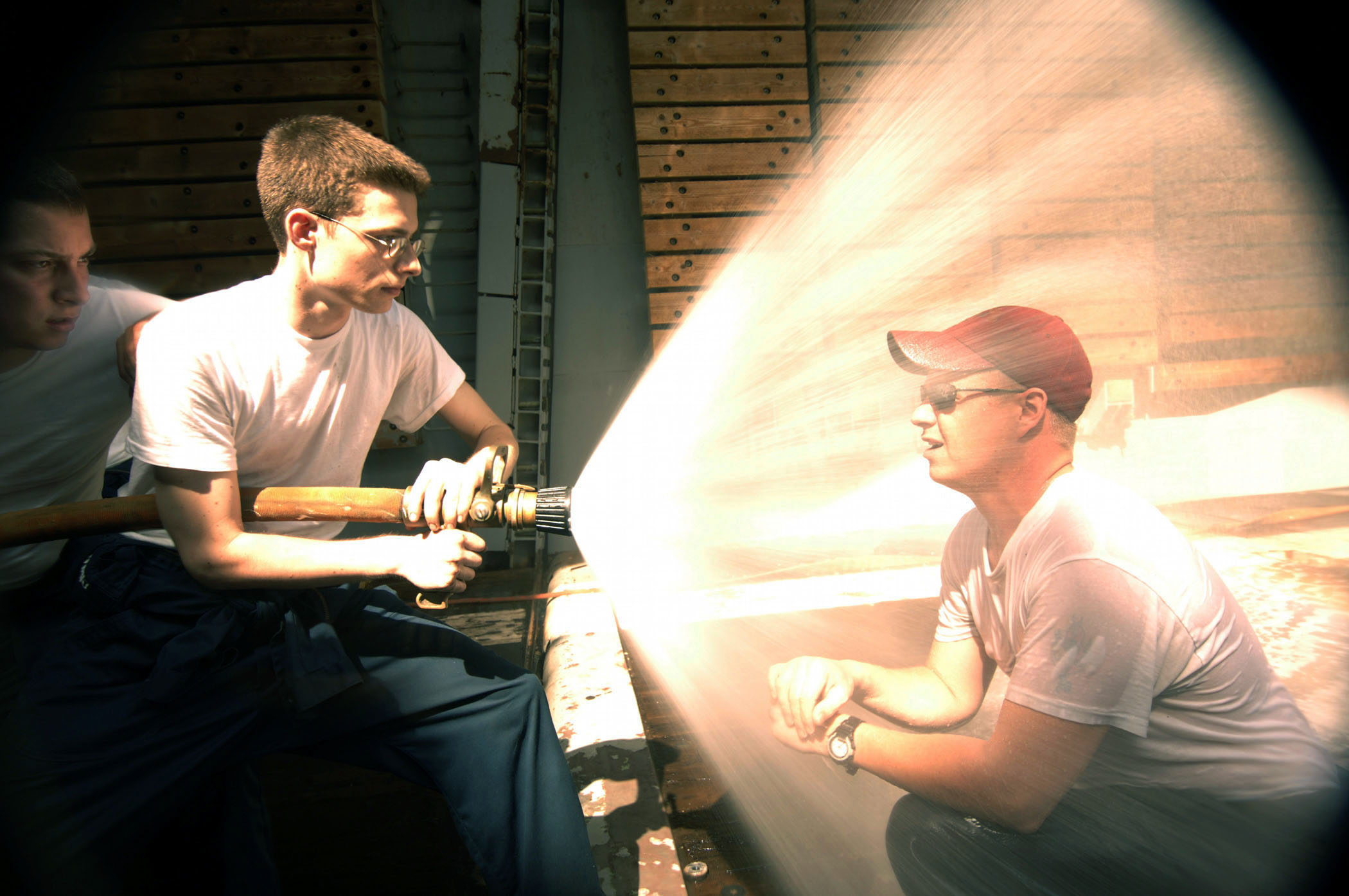
噴霧モードの万能ノズル。ハンドルは直立位置にある。
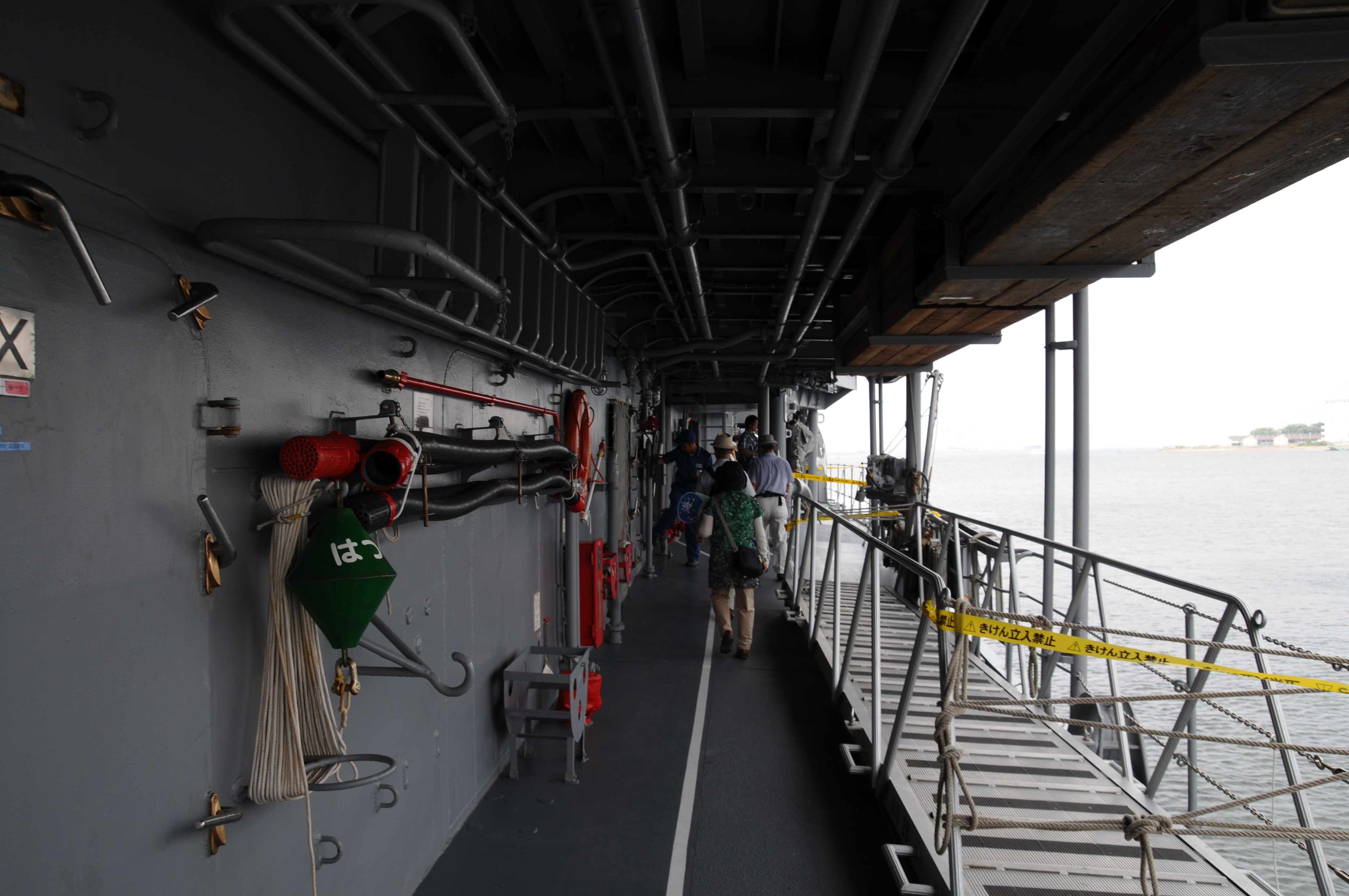
隔壁に掛けられたアプリケータと消火用蛇管

#### 化学消火装置
化学消火装置（Chemical fire system）は、消火液として消火薬剤を使用する装置である。護衛艦の場合には下記のようなものがある。
- TAS（Twin Agent System）
- TAU（Twin Agent Unit）
- 泡沫発生器（Foam Fire Extinguisher）
- ハロンガス消火装置（Halon-gas fire system）

##### TAS/TAU/泡沫発生器

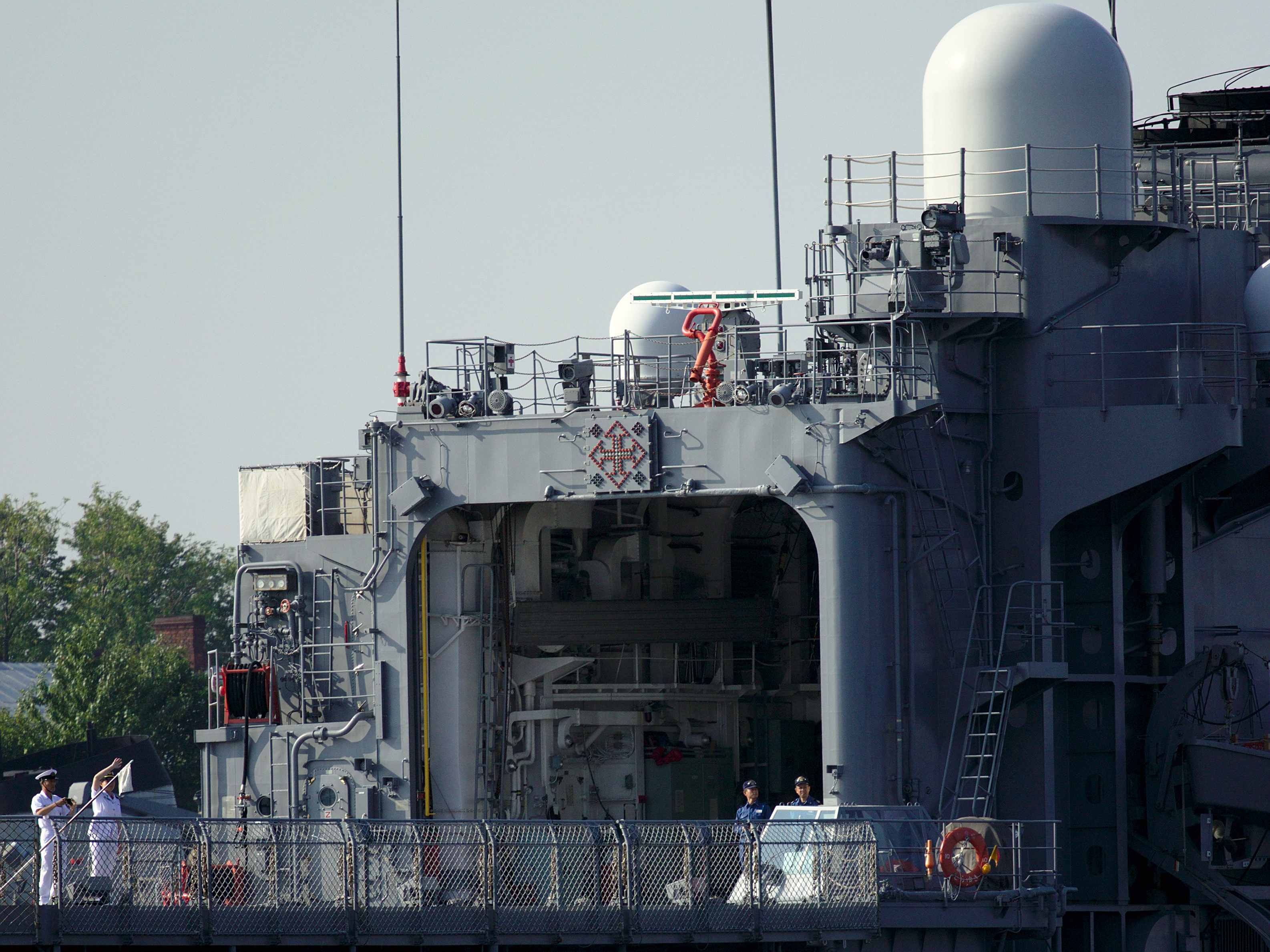
ハンガー上には赤いターレットノズルが配置されている（「いそゆき」）

TASは、一般・油火災用の水成膜泡消火と、油・電気火災用の粉末薬剤消火を同時に行うことができるもので、ヘリコプター搭載艦において、機械室やハンガー、ヘリコプター甲板に配置される。水成膜泡消火では、放出区画付近に配置された比例混合器において泡消火薬剤と海水を混合して使用する。放出は、リール式のハンドノズルのほか、ハンガー上に設置されたターレットノズル、ハンガー内の天井部に設置されたスプリンクラーヘッドによって行われる。一方、粉末薬剤消火では、薬剤の放出はハンガー内の天井部に設置されたスプリンクラーヘッドとリール式のホース付ノズルによって行われる。このため、ハンガー天井には水成膜泡消火と粉末薬剤消火の2系統のスプリンクラーヘッドが別々に設置されている。
TAUは、いわばTASを小型化して可搬式にしたものであり、一般・油・電気火災のいずれにも対応できる。泡薬剤容器と混合器、粉末薬剤容器と加圧用窒素ガスタンク、ホースとハンドノズルを台車に設置しており、水成膜泡消火を行う場合は海水消火管装置の消火栓と混合器をホースで接続して、その海水を使用する。通常、応急員待機所に配置されており、必要に応じて機動的に運用される。
泡沫発生器は一般・油火災用であり、TAU消火装置の水成膜泡消火装置を簡易化したものであるが、大重量で艦内運搬は不便であるので、基本的には火災現場までホースを接続して泡を放出して使用する。15メートル長のホース2本まで接続可能である。

##### ハロンガス消火装置
ハロン1301（ブロモトリフルオロメタン）ガスによる消火装置であり、一般・油・電気火災のいずれにも対応できる。航空動力室、発電機室、ポンプ室、塗料・油脂倉庫に設置されており、ハロンガスが人に対して有害であることから、火災区画から人を待避させて扉・ハッチを閉めて密閉した上で使用する。ただし機械への悪影響がないため、消火後、区画内にあって焼損していない機械は点検なしでただちに使用できるというメリットがある。

### 防水

#### 浸水制限
艦船の設計にあたっては一定の安全率が見込まれており、浸水があってもある程度までなら沈没を避けることができるよう配慮されている。特に軍艦の場合は、過酷な戦闘に耐えて各種の被害に対しても十分な抗堪性を保持できる区画配置と強固な船体構造が要求される。現代の護衛艦の場合、DE級の小型艦では2区画グループ、DD以上の大型艦では3区画グループまで、あるいは破口の長さが水線長の15％までと定めるのが一般的とされている。また浸水時に耐えられる限度として、限界線（boundary line）が設定されている。アメリカ海軍の場合、限界線は隔壁甲板舷側点から76mm下としているが、これは商船の数値と同じである。
水線下に損傷を受けると、特に中小艦艇の場合は、復原力や予備浮力、船体強度の低下によって沈没に至ることが多い。損傷区画位置によっては、浸水量が増大すると横/縦傾斜を起こして、艦の転覆に繋がることもある。このため、浸水区画から排水する一方、対側の区画にあえて注水することで復原力を保つこともある。

#### 防水作業
船体に破孔やクラックが生じた場合、特に浸水の原因となるならば、早急な遮防が必要となる。完全な防水閉鎖ができなくとも、排水ポンプやエダクターとあわせて浸水量を減少させることで、艦の復原性・浮力維持には有用である。艦内から遮防作業を行う場合、破孔に毛布・マットや箱パッチを当てて、その上から当て板を当てる。その近くで、ロンジビームなどを活用して縦方向の支柱を立てて、当て板との間に梁支柱を突っ張ることで、水圧に対抗するのである。これらの支柱としては、艦内に備えられた木製の角材が使用され、その場で必要な長さに切り出して用いられる。また可能な場合は、艦外から箱パッチをあてることで、水圧によって密着させることも行われる。このほか、特にクラックの場合は、艦が航行するとともに割れが伝播して拡大するので、小さなクラックに対しては傷の両端にあえてドリルで穴を開ける（クラック・アレスタあるいはストップ・ホール）ことで進行をストップさせることもある。

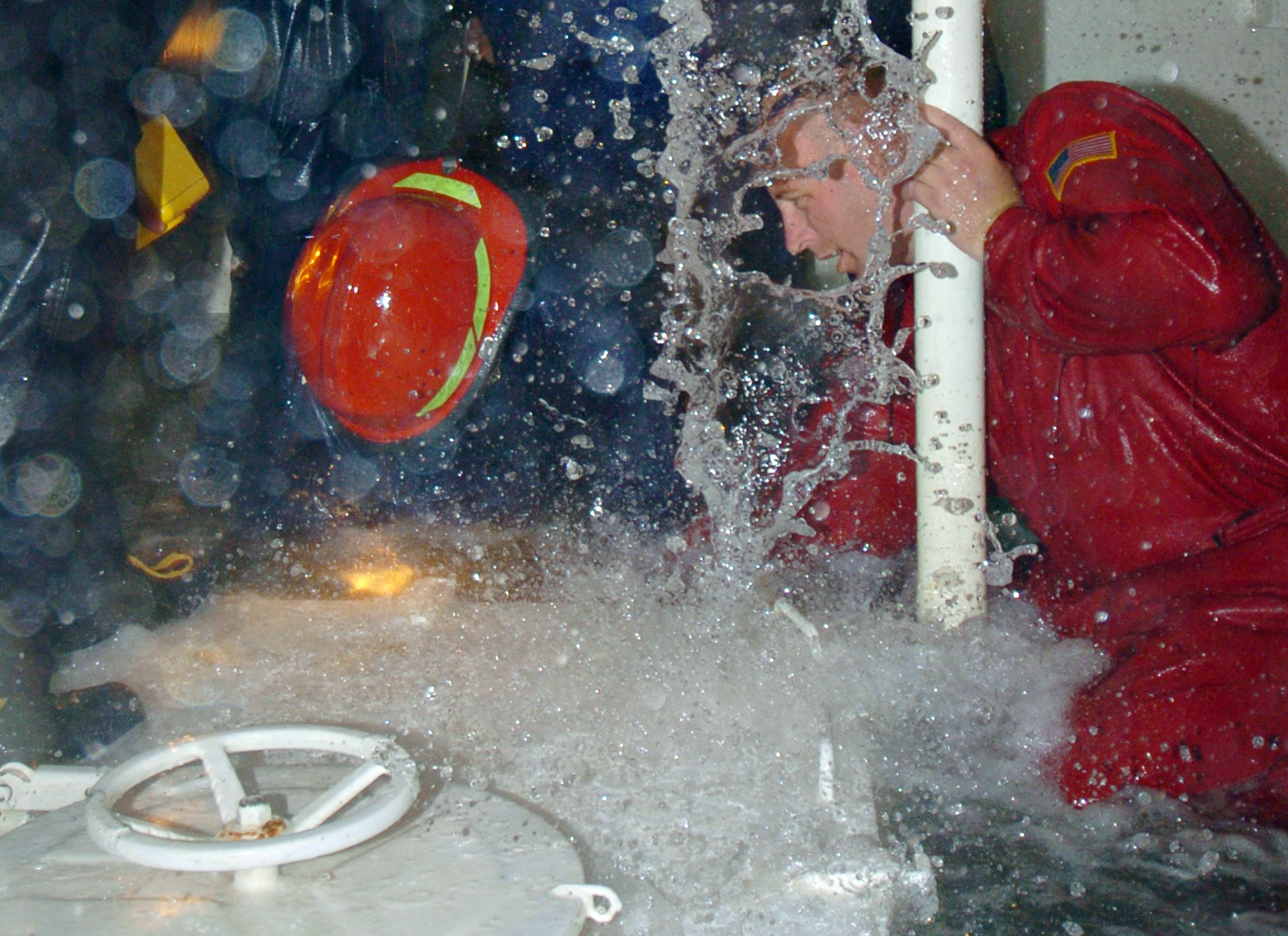
浸水に対処する米海軍の応急員
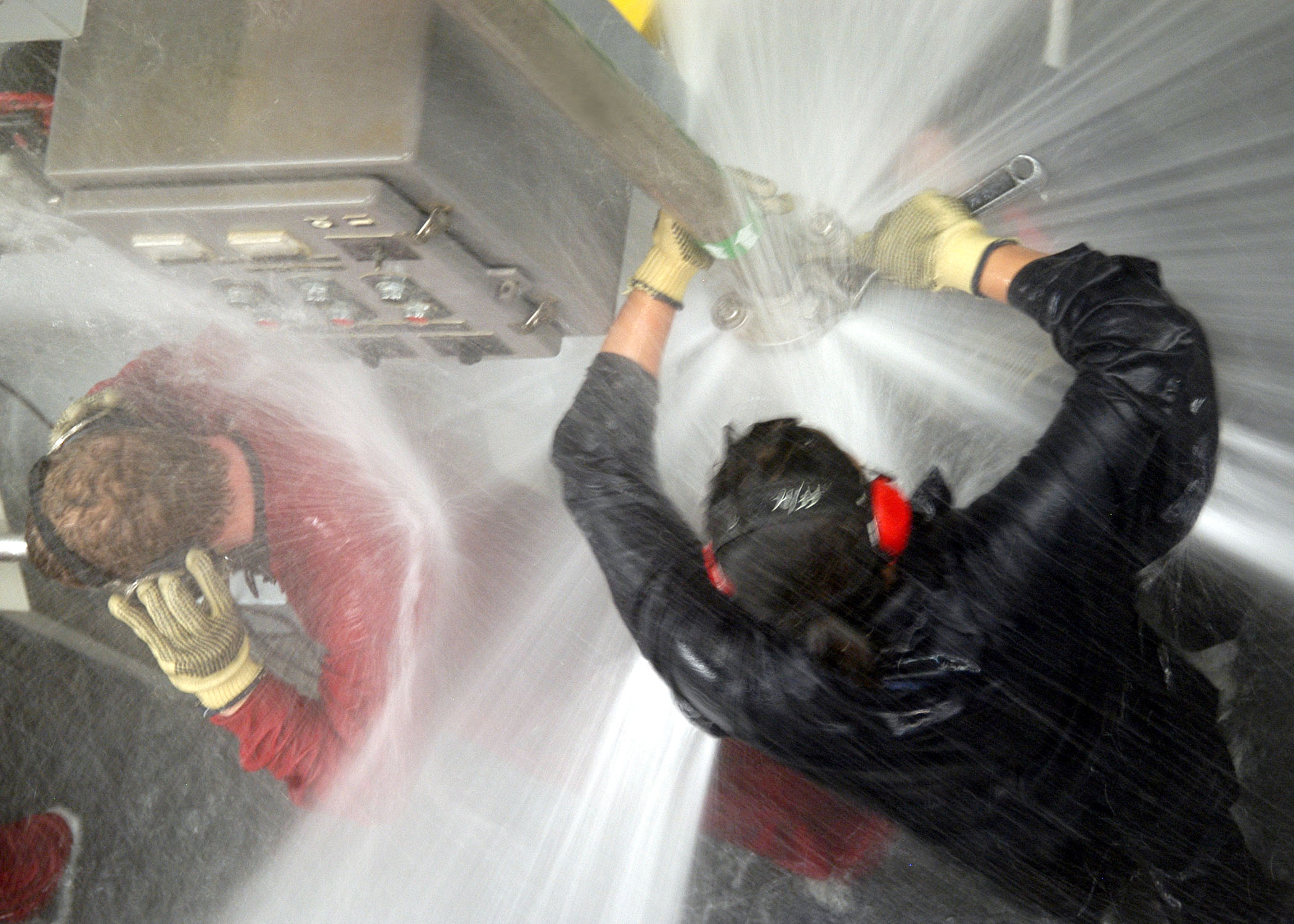
潜水艦での応急対処訓練
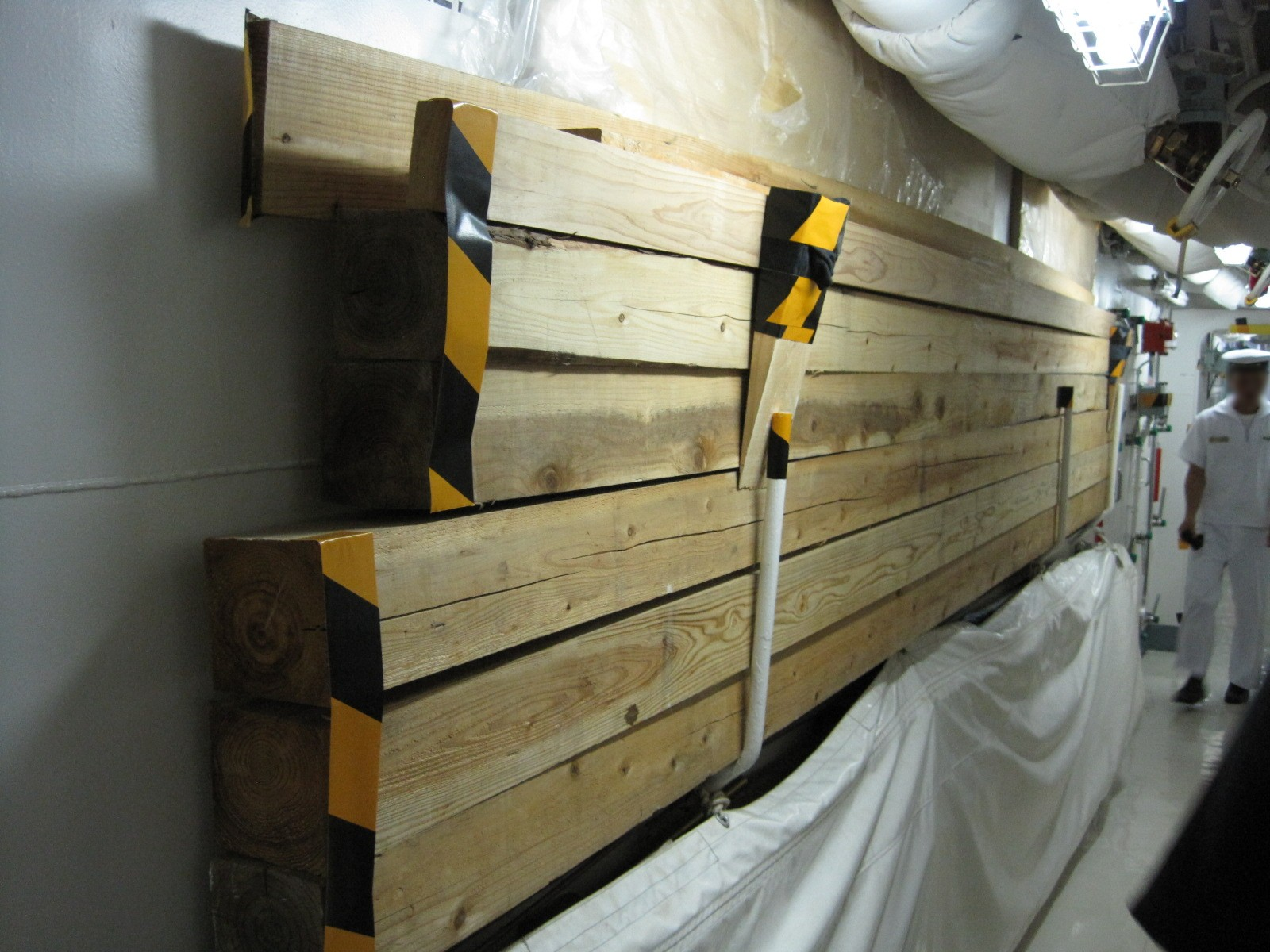
護衛艦「くらま」艦内に備えられた角材
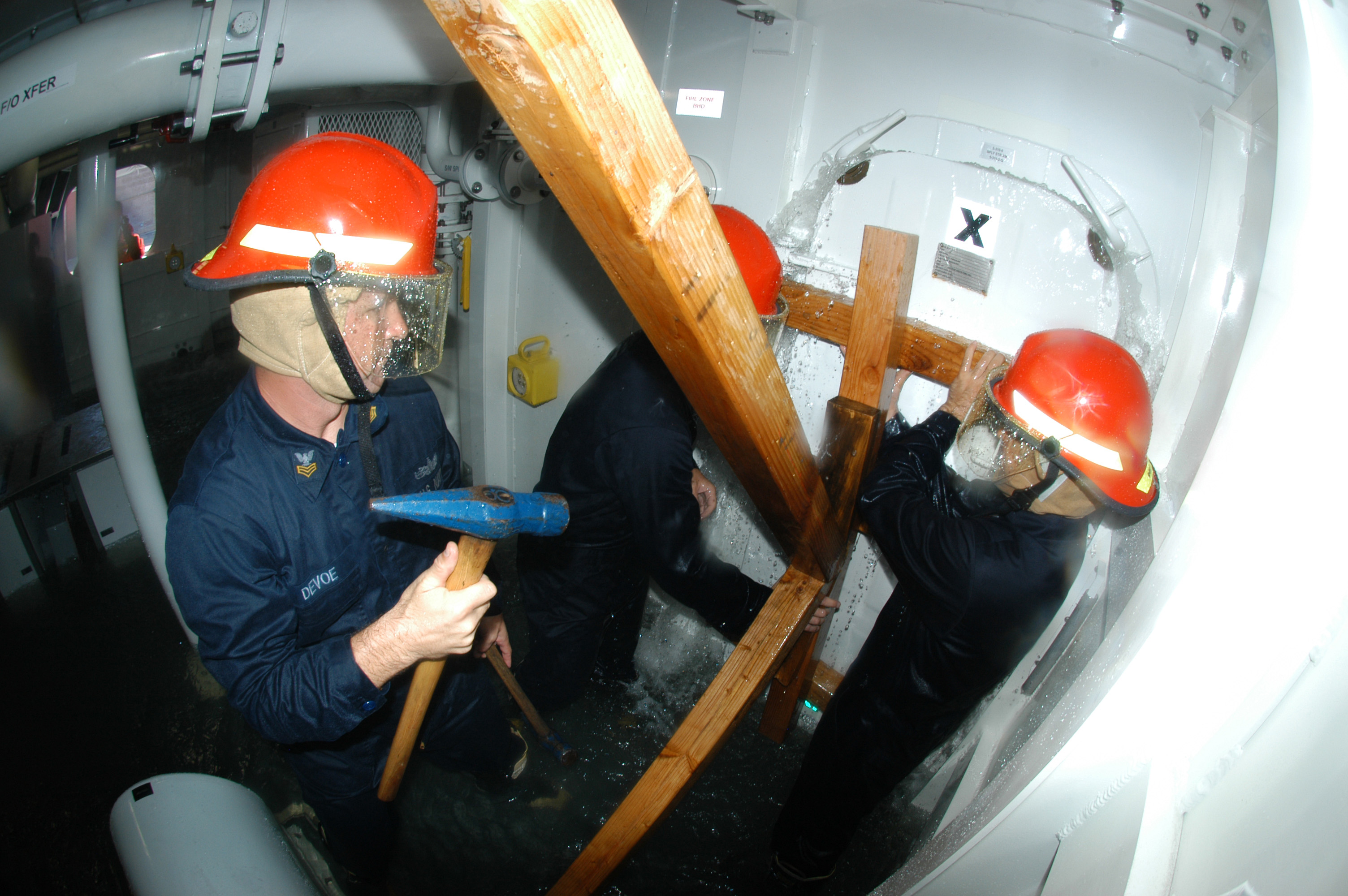
角材により艦内補強作業中の米海軍の応急員

### 応急組織
海上自衛隊の場合、第3分隊（機関科）内に応急長および応急士が配置されており、応急作業の指揮にあたる。専門の要員としては応急工作員がいる。しかし、最初の損傷によって応急要員が全滅し、残った乗員が応急対策に不慣れであったために艦の喪失につながった例も少なくなかったことから、現在では全乗員が応急対策の訓練を受けるようになっている。また応急要員が全滅することを避けるため、自衛艦の場合は応急員待機所を艦の前・中・後部の2・3ヶ所に分散配置している。現在の護衛艦では遮浪甲板型かそれに準じた船型を採用しており、2層の全通甲板（あるいはほぼ全通した甲板）を有するが、このうち下側の第2甲板が応急甲板として位置付けられており、応急対策の首座となる。上記の応急員待機所や、作業を統括する応急指揮所もこの甲板に設けられている。また1980年代以降に建造された護衛艦では、応急指揮所に応急監視制御盤を搭載している。これは主要区画の火災の早期発見や各種タンクの監視、補機類の作動・運転状況を1個のコンソールに統合したものである。
呼吸用保護具としては、1930年代以降、循環式呼吸装置である酸素呼吸器（OBA）が広く用いられてきた。これは超酸化カリウムによって二酸化炭素を吸収するとともに酸素を供給するものであるが、逆に酸素供給過多に陥る場合があるなどの欠点があったことから、アメリカ海軍では、2001年より空気タンクを用いる自給式呼吸器（SCBA）への更新に着手した。また海上自衛隊でも、あきづき型護衛艦よりSCBAに移行している。

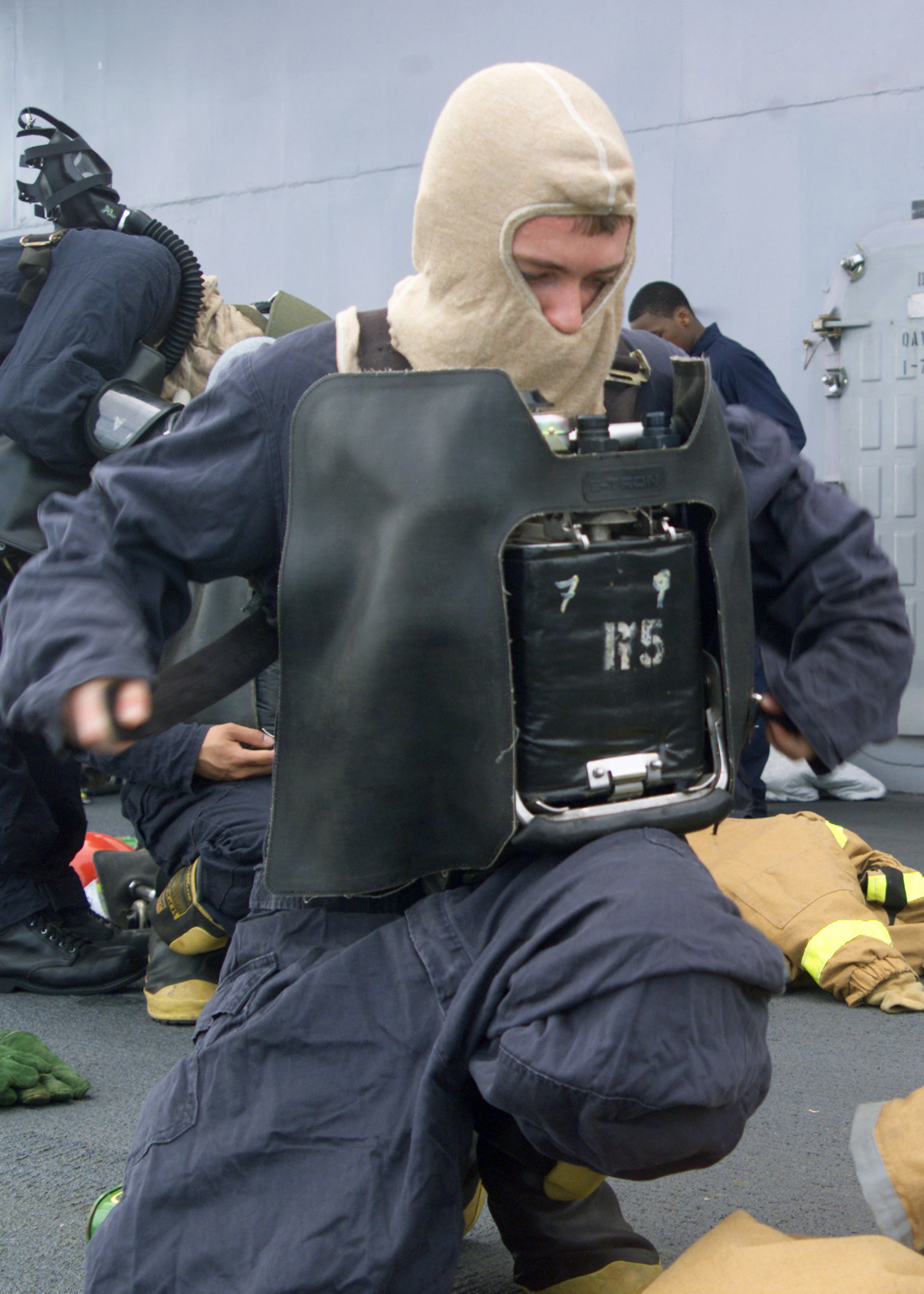
OBAを着用する米海軍の応急員。
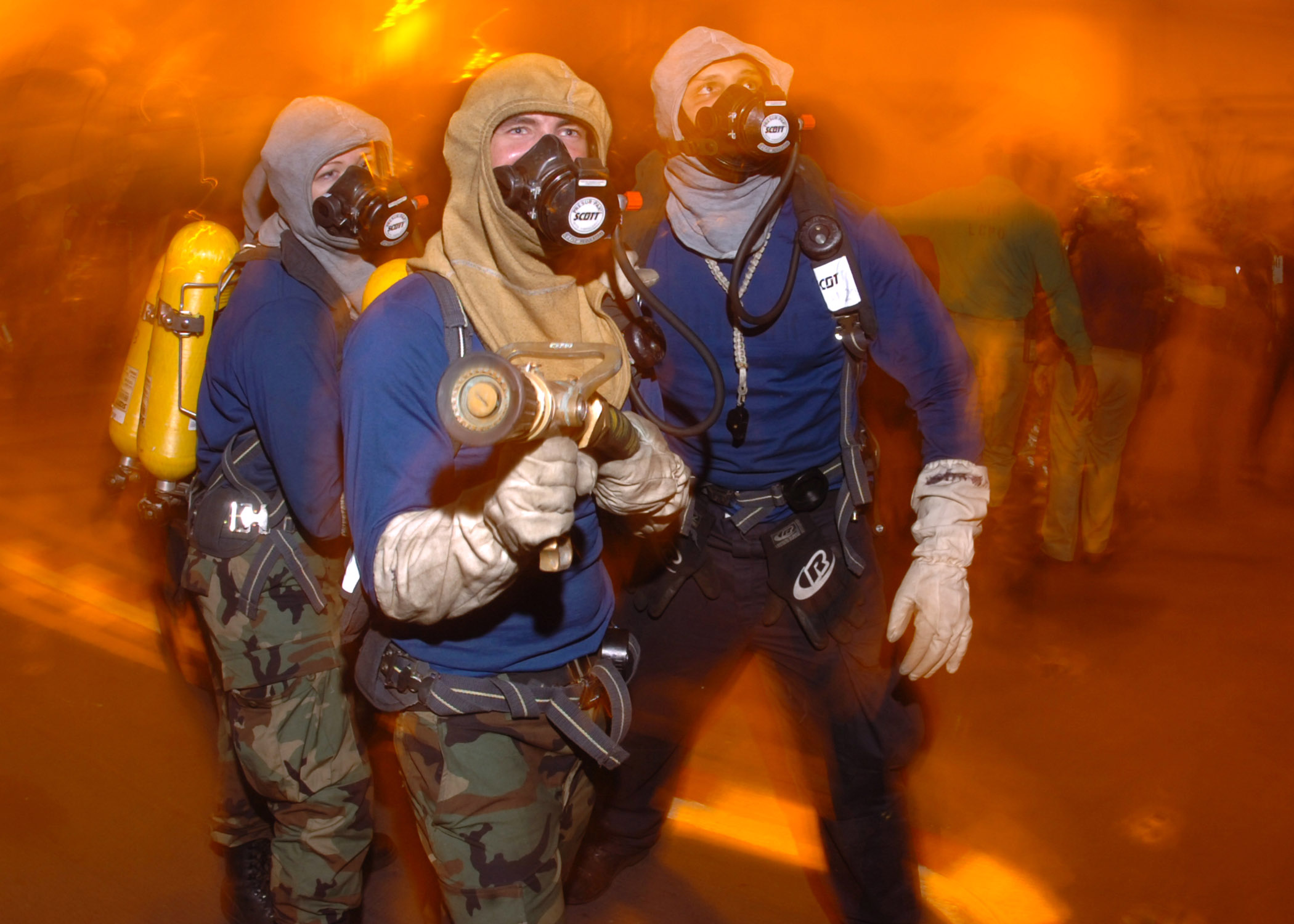
米海軍の応急員。SCBAを着用し、万能ノズルを構えている
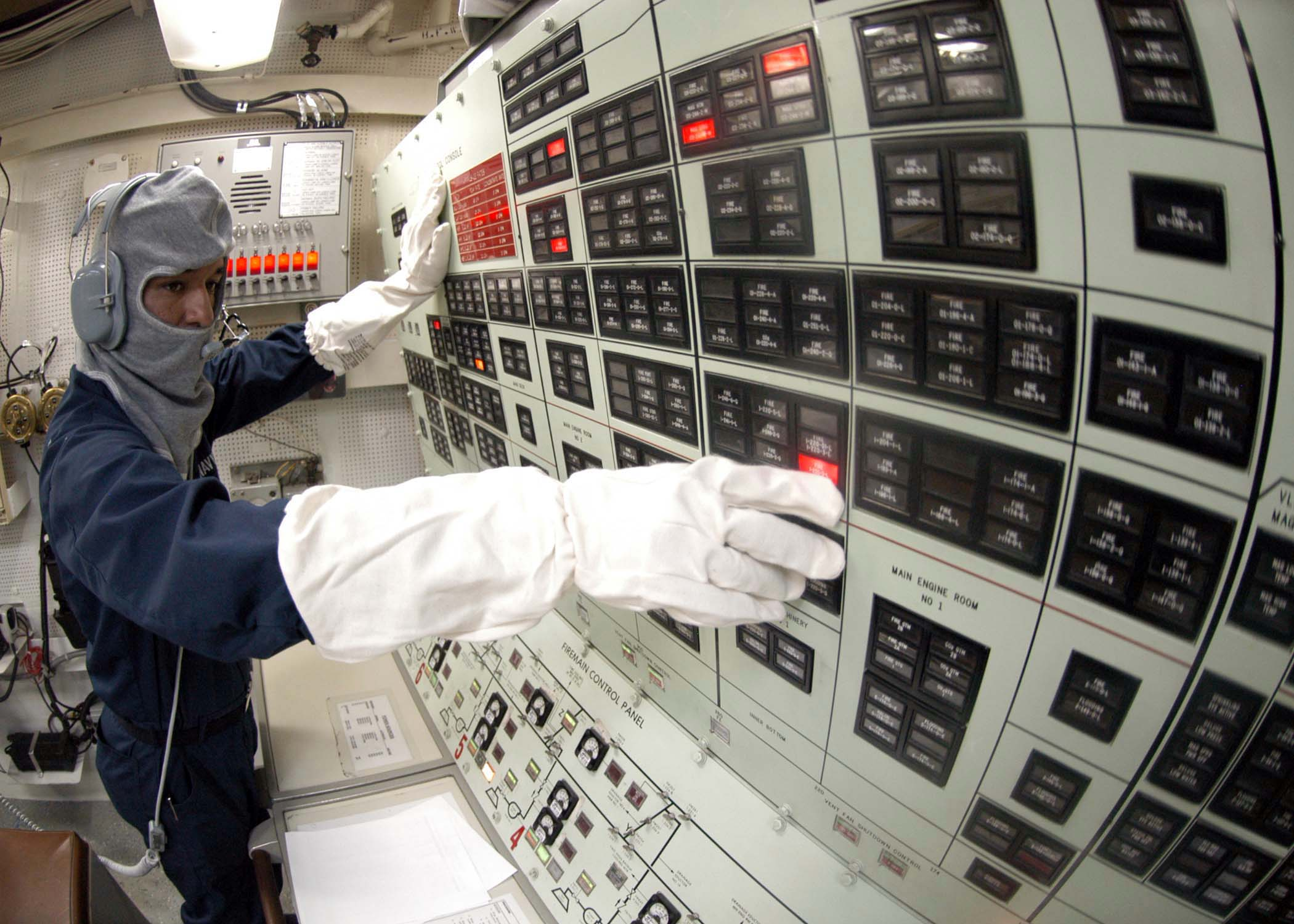
巡洋艦「シャイロー」の応急監視制御盤
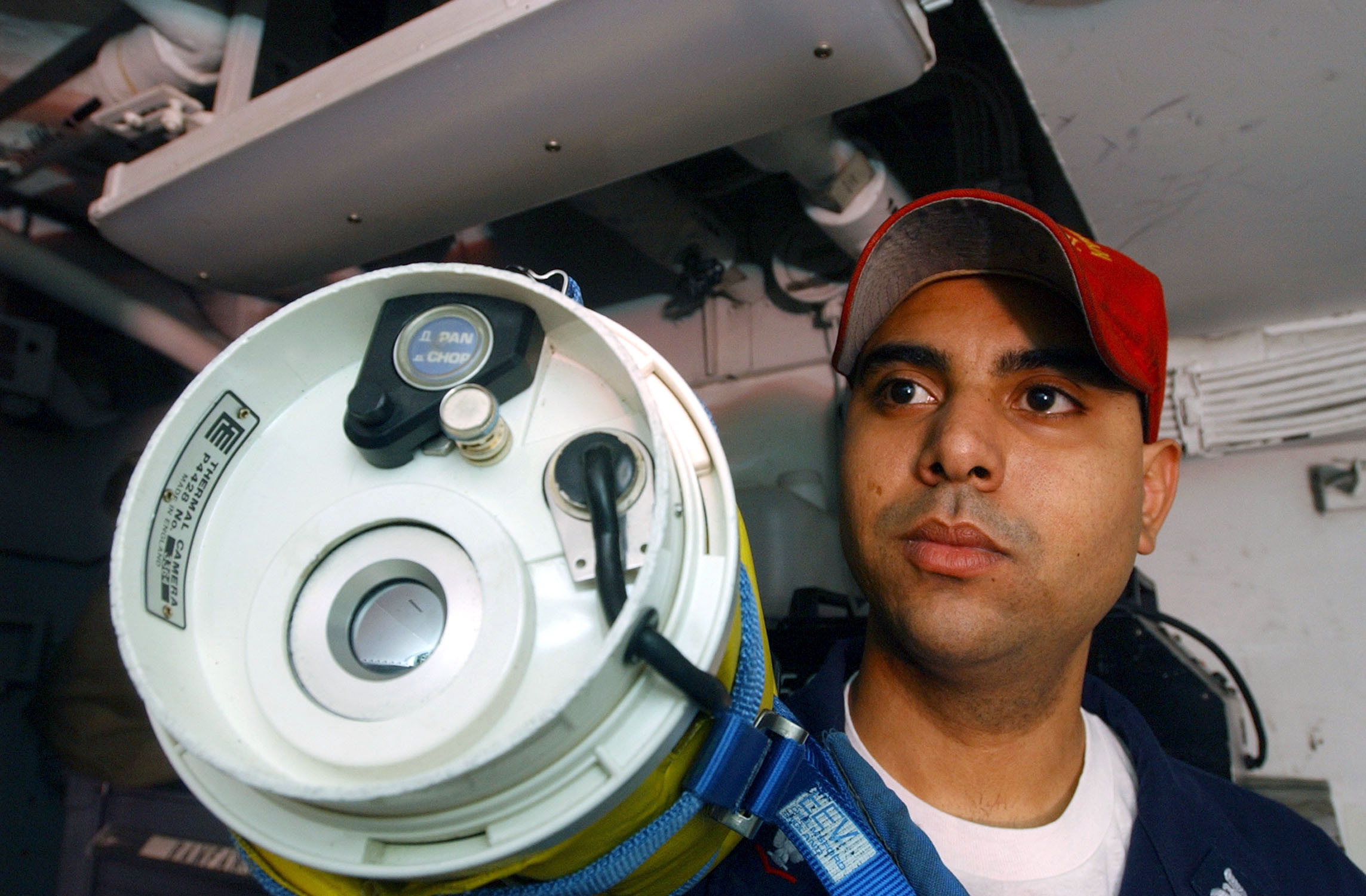
負傷者や火元の確認用の熱線映像装置（NFTI）

### ノウハウ
軍艦などの「ダメージコントロール」については、米西戦争や日清戦争の頃から艦艇などの被害を軽減する方法として知られていた。
現在、この分野においては、太平洋戦争中に大規模な海戦を経験したアメリカ海軍や大日本帝国海軍の頃の戦訓を取り入れた海上自衛隊のノウハウは、世界でも類を見ないものになっている。一方、日米の艦艇と比べると、それらの経験が比較的少ないヨーロッパ諸国やロシアの艦艇は、被害対策に対する意識の違いが表れているのが分かる。ヨーロッパ諸国やロシアの艦艇は居住区などの居住性が良い一方で、現在でも可燃性のある材質を使用していたり、延焼を食い止める構造が弱かったり、被弾すると危険な箇所に士官室が配置されていたりする。近年、増強著しい中国人民解放軍海軍の艦船も、ダメージコントロールのノウハウにおいてはNATO基準と比較しても開きがあるという。
こういったものは実戦を経験して初めて得られるノウハウでもあるため、訓練等で補うのは難しい。1982年のフォークランド紛争においてエグゾセ空対艦ミサイルの攻撃を受けたイギリス海軍の42型駆逐艦「シェフィールド」は、機関部がシフト配置でなくパラレル配置になっていたうえにアルミニウム合金製の隔壁や仕切弁が融解したため、機械室が容易に延焼してしまった。消防ポンプを起動できなかったうえに可搬式ポンプも能力不足で消火主管が機能せず、火災範囲は艦内の約2⁄3に達し、艦自身の消火活動はほとんど遂行不能となってしまった。艦は放棄され、数日後の曳航中に荒天に遭遇、沈没している。この事件について、アメリカ合衆国の著名な海軍史家であるノーマン・フリードマンは、「現代の精緻な軍艦は対艦ミサイルに耐えられないという誤解が蔓延したが、20年にわたる冒険的なコスト削減のツケがとうとう回ってきたというのが実態である」と評している。
一方、タンカー戦争中の1987年に発生した米艦「スターク」被弾事件では、やはりオリバー・ハザード・ペリー級ミサイルフリゲートがコスト低減を重視した設計であったことがダメコン活動に悪影響を及ぼしたとされているが、被弾によって多くの死傷者を出しつつも、生き残った乗員のダメコン能力の高さに加えて、僚艦からの支援を受けられたことで、艦を救うことができた。

## 医療
重症外傷で外傷死の3徴（代謝性アシドーシス、血液凝固障害、低体温）が切迫した場合に大規模な根治的手術の侵襲が加わると、患者にとって致死的となりかねない場合がある。この場合、まず呼吸と循環に関わる損傷の治療を最優先とし、それ以外の損傷部分は根治手術可能な容態に回復してから二期的に再手術とすることがある。この場合の初回手術はダメージコントロール手術として、開胸・開腹術では、ガーゼ圧迫留置（パッキング）や単純結紮など止血と汚染回避に徹した簡易術式が選択される。
腹腔内圧が高く閉腹困難である場合、輸液用のフィルムバッグによる閉腹（silo closure）も検討される。多くの三次救急医療機関では、ダメージコントロールの思想を駆使して、多発外傷患者の救命に全力を尽くしている。

## スポーツ
ダメージCTRL（damage control）はプロレス団体WWE内のユニット、日本の女子団体スターダム出身、参戦選手を中心に結成。普段の試合の勝率は高いがPLEというビッグマッチになると勝率が極端に下がり、特に過去のレッスルマニアでは一度も勝った事が無い。

## その他
- ヘアケア製品 - 頭髪の劣化を防いだり、ある程度の補修機能がある製品を、ダメージコントロールと称して販売される事がある。
- 減災 - 災害時発生した被害を最小化するための（ソフト・ハード両面での）取り組みや考え方。
- エキスパンションジョイント　- 橋や建物にかかる地震や熱ひずみなどの応力を逃す仕組み